# John Huston
John Huston (5. srpna 1906, Nevada, Missouri, USA – 28. srpna 1987, Middletown) byl americký filmový režisér, scenárista a herec.
Dvakrát získal Oscara, v obou případech za western Poklad na Sierra Madre z roku 1949. Jednu sošku si odnes za nejlepší režii, druhou za scénář. Zajímavostí je, že Oscara za nejlepší výkon ve vedlejší roli díky tomuto snímku získal i jeho otec, úspěšný herec Walter Huston, kterému syn svěřil vedlejší roli mrzutého zlatokopa. Varianta, že natáčel vlastní scénář, byla u něj obvyklá – platí to pro 37 jeho filmů. Za režii Pokladu na Sierra Madre obdržel i Zlatý glóbus. To se mu podařilo znovu o plných 37 let později, díky gangsterce Čest rodiny Prizziů, což byl jeho předposlední snímek. Obsadil do něj i svou dceru Anjelicu a zajistil ji tak Oscara. Zlatý glóbus získal také v roce 1964, ovšem za výkon herecký a ve vedlejší roli, v dramatu Kardinál. Ani herecká angažmá pro něj nebyla totiž výjimkou, objevil se na plátně ve více než padesáti filmech. K jeho nejzajímavějším výkonům patří role v Čínské čtvrti Romana Polanského.
Již jeho filmový debut, detektivka s Humphrey Bogartem Maltézský sokol (1941) je považován za dosti zdařilý a znamenal oscarovou nominaci za adaptovaný scénář (film zpracovával knihu Dashiella Hammetta, autora americké drsné školy). Lehčí žánry byly vůbec jeho doménou – vzpomeňme krimi Asfaltová džungle (1950) a Seznam Adriana Messengera (1963), "neoficiální bondovku" Casino Royale (1967), western Život a doba soudce Roye Beana (1972) či dobrodružnou podívanou Africká královna (1951). Ale odmítal se nechat zaškatulkovat a vždy se pokoušel o výboje nečekaným směrem – lákal ho například životopisný film, a tak v Anglii natočil o malíři Toulouse-Lautecovi snímek Moulin Rouge (1952) či později v Hollywoodu zdařilý vhled do počátků psychoanalýzy Freud - Tajná vášeň (1962), dle scénáře filozofa Jeana-Paula Sartra. Toužil též točit literární adaptace a podařilo se to s Melvillovou Bílou velrybou (1956), Hemingwayovým Sbohem, armádo (1957), zfilmováním klasických biblických příběhu ve velkofilmu Bible (1966), adaptací Kiplingovy povídky Muž, který chtěl být králem (1975) či dokonce knihy nesnadno zfilmovatelného modernisty Jamese Joyce The Dead (1987), což byl jeho vůbec poslední snímek. Také filmová adaptace divadelní hry Tennessee Williamse Noc s leguánem (1964) je považována za zdařilou. Zvláštní roli v jeho filmografii hraje snímek Mustangové (1961), jímž se Huston tak trochu zapletl do manželské krize Arthura Millera (autora scénáře) a jeho ženy, herečky Marilyn Monroeové. Svému koníčku z mládí – boxu – vzdal hold snímkem Nadmuté město (1972).
Roku 1980 obdržel Cenu britské akademie (BAFTA) za celoživotní dílo, podobné ocenění získal i o pět let později na filmovém festivalu v Benátkách a v roce 1979 od Los Angeles Film Critics Association.
Byl synem herce Waltera Hustona a právě on ho nakonec přivedl k filmu, ačkoli John uvažoval i o dráze profesionálního boxera (byl mistrem Kalifornie v lehké váze), novináře (jeden čas pracoval v novinách New York Graphic, kde pracovala i jeho matka, jež novinářkou byla), či malíře – jistý čas se jako malíř pokoušel i živit, a to během pobytu v Paříži. V padesátých letech se John Huston dostal do střetu s vyznavači mccarthismu a načas odešel do Evropy. Přijal dokonce irské občanství, což mu umožňoval jeho irský původ. Byl také vášnivým jezdce na koni a během pobytu v Mexiku v létě 1925 se stal dokonce čestným členem mexické kavalérie. Proslulou se stala rovněž jeho přelétavost v partnerských vztazích – byl šestkrát ženatý. V mládí prožil etapu těžkého pití alkoholu, během níž dokonce zabil chodce při jízdě automobilem.

## Dílo (výběr)

### Režie
- Maltézský sokol, 1941
- Poklad na Sierra Madre, 1948
- Key Largo, 1948
- Asfaltová džungle, 1950
- Africká královna (The African Queen), 1951, námět: C. S. Forester, v hlavních rolích: Humphrey Bogart, Katharine Hepburn
- Bílá velryba (Moby Dick), 1956, námět: Herman Melville: Bílá velryba, scénář: Ray Bradbury, v hlavní roli: Gregory Peck
- Bůh to vidí, pane Allisone, 1957
- Co se nepromíjí, 1960
- Mustangové (The Misfits), 1961, scénář: Arthur Miller, v hlavních rolích: Clark Gable, Marilyn Monroe, Montgomery Clift
- Freud: Tajná vášeň, 1962
- Seznam Adriana Messengera, 1963
- Noc s leguánem, 1964
- Bible, 1966
- Casino Royale, 1967, společně s dalšími pěti režiséry
- Život a doba soudce Roye Beana, 1972
- Nadmuté město, 1972
- Mackintoshův člověk, 1973
- Muž, který chtěl být králem, 1975
- Výstřely pro lásku, 1979, po začátku natáčení nahrazen Stuartem Rosenbergem
- Phobia, 1980
- Vítězství, 1981
- Čest rodiny Prizziů, 1985
- Mrtvý (The Dead), 1987, námět: James Joyce, stejnojmenná povídka z knihy Dubliňané

## Ocenění
- 1949 – Oskar za režii a scénář filmu Poklad na Sierra Madre
- 1964 – Zlatý glóbus za vedlejší roli ve filmu Kardinál
- 1986 – Zlatý glóbus za režii filmu Čest rodiny Prizziů